# آدولفو مارتین
آدولفو مارتین (انگلیسی: Adolfo Martín; ۹ دسامبر ۱۹۱۰ – ۱۹۷۵) بازیکن فوتبال اهل اسپانیا بود که در لا لیگا برای رئال بتیس بازی می‌کرد.